# Prêmio Jabuti - Ciências Humanas
Ciências Humanas é uma das categorias do Prêmio Jabuti, tradicional prêmio brasileiro de literatura que é realizado desde 1959.

## História
A categoria "Ciências Humanas" foi criada em 1964, contudo só passou a ser premiada regularmente a partir de 1978. Em 2000, foi substituída pela categoria "Ciências Humanas e Educação", voltando a ser apenas "Ciências Humanas" no ano seguinte. Em 2018, seguindo uma grande reformulação no Prêmio Jabuti, que reduziu consideravelmente a quantidade de categorias, seus temas foram absorvidos pela categoria "Humanidades". Contudo, em 2020, devido à grande quantidade de inscritos nesta categoria, ela foi subdividida em "Ciências Humanas" e "Ciências Sociais".
Em seu escopo atual, a categoria "Ciências Humanas" engloba, segundo o regulamento do Prêmio Jabuti, "obras situadas na esfera das Ciências Humanas que apresentem ao grande público temas relevantes e questões atuais na perspectiva das seguintes disciplinas: Antropologia; Arqueologia; Ciência Política, Ciências da Religião; Educação; Filosofia; Geografia; História; Letras; Psicologia; Sociologia".
Até 1992, havia apenas um vencedor por categoria. Em 1993 e 1994, foram definidos até cinco vencedores em cada categoria. A partir de 1995, os três primeiros colocados passaram a ser considerados vencedores (as exceções foram de 2002 a 2005, quando o segundo e o terceiros colocados receberam o prêmio como "menção honrosa"). A partir de 2018, apenas o primeiro colocado voltou a ser considerado vencedor da categoria.

## Vencedores
| Ano  | Vencedor(a)                                                      | Vencedor(a)                                                                                           | Obra                                                                                | Editora                                                                              | Outros finalistas | Nota(s)       |
| ---- | ---------------------------------------------------------------- | --- | ----------------------------------------------------------------------------------- | ------------------------------------------------------------------------------------ | --- | ------------- |
| 1964 | Florestan Fernandes                                              | Florestan Fernandes                                                                                   | Corpo e Alma do Brasil                                                              | Difel                                                                                | | [ 7 ]         |
| 1967 | Maria Isaura Pereira de Queiroz                                  | Maria Isaura Pereira de Queiroz                                                                       | Messianismo no Brasil e no Mundo                                                    | Editora Alfa Omega                                                                   | | [ 8 ]         |
| 1970 | Rubens Borba de Moraes                                           | Rubens Borba de Moraes                                                                                | Bibliografia Brasileira no Período Colonial                                         | Instituto de Estudos Brasileiros                                                     | | [ 9 ]         |
| 1978 | Wilson Martins                                                   | Wilson Martins                                                                                        | História da Inteligência                                                            | Editora UEPG                                                                         | | [ 10 ]        |
| 1979 | Adolfo Crippa                                                    | Adolfo Crippa                                                                                         | História das Idéias Filosóficas no Brasil                                           | Editora Convivio                                                                     | | [ 11 ]        |
| 1980 | Eduardo Etzel                                                    | Eduardo Etzel                                                                                         | Imagem Sacra Brasileira                                                             | Melhoramentos / edusp                                                                | | [ 12 ]        |
| 1981 | Nicolas Bôer                                                     | Nicolas Bôer                                                                                          | Militarismo e Cliricalismo em Mudança                                               | T.a.queiroz                                                                          | | [ 13 ] [ 14 ] |
| 1982 | Aracy A. Amaral                                                  | Aracy A. Amaral                                                                                       | A Hispanidade em São Paulo                                                          | Editora 34                                                                           | | [ 15 ]        |
| 1983 | Sérgio Capparelli                                                | Sérgio Capparelli                                                                                     | Televisão e Capitalismo no Brasil                                                   | L&PM Editores                                                                        | | [ 16 ]        |
| 1984 | Dino Preti                                                       | Dino Preti                                                                                            | A Linguagem Proibida                                                                | T.A. Queiroz                                                                         | | [ 17 ]        |
| 1985 | Antonio Paim                                                     | Antonio Paim                                                                                          | A Historia das Idéias Filosóficas no Brasil                                         | Távola                                                                               | | [ 18 ]        |
| 1986 | Mariano Carneiro da Cunha (póstumo)                              | Mariano Carneiro da Cunha (póstumo)                                                                   | Da Senzala ao Sobrado                                                               | Nobel / Edusp                                                                        | | [ 19 ]        |
| 1987 | Antonio Barros de Castro e Francisco Pires Souza                 | Antonio Barros de Castro e Francisco Pires Souza                                                      | A Economia Brasileira em Marcha Forçada                                             | Paz e Terra                                                                          | | [ 20 ]        |
| 1990 | Olgaria C. F. Matos                                              | Olgaria C. F. Matos                                                                                   | Os Arcanos do inteiramente outro                                                    | Brasiliense                                                                          | | [ 21 ]        |
| 1993 | Manuela Carneiro da Cunha                                        | Manuela Carneiro da Cunha                                                                             | História dos Índios no Brasil                                                       | Companhia das Letras                                                                 | | [ 22 ]        |
| 1993 | José de Souza Martins                                            | José de Souza Martins                                                                                 | Subúrbio                                                                            | UNESP                                                                                | | [ 22 ]        |
| 1993 | Eni Puccinelli Orlandi                                           | Eni Puccinelli Orlandi                                                                                | As Formas do Silêncio                                                               | Editora da Unicamp                                                                   | | [ 22 ]        |
| 1993 | Alfredo Bosi                                                     | Alfredo Bosi                                                                                          | Dialética da Colonização                                                            | Companhia das Letras                                                                 | | [ 22 ]        |
| 1993 | Adauto Novaes                                                    | Adauto Novaes                                                                                         | Tempo e História                                                                    | Companhia das Letras                                                                 | | [ 22 ]        |
| 1994 | Guiomar Nano de Mello                                            | Guiomar Nano de Mello                                                                                 | Cidadania e Competitividade                                                         | Cortez Editora                                                                       | | [ 23 ]        |
| 1994 | José de Souza Martins                                            | José de Souza Martins                                                                                 | A Chegada do Estranho                                                               | Editora Hucitec                                                                      | | [ 23 ]        |
| 1994 | Maria Alice Rosa Ribeiro                                         | Maria Alice Rosa Ribeiro                                                                              | Histórias sem Fim                                                                   | Editora Unesp                                                                        | | [ 23 ]        |
| 1995 | 1º                                                               | Cristovam Buarque                                                                                     | A Aventura da Universidade                                                          | Paz e Terra                                                                          | | [ 24 ]        |
| 1995 | 2º                                                               | Annateresa Fabris                                                                                     | O Futurismo Paulista                                                                | Editora Perspectiva                                                                  | | [ 24 ]        |
| 1995 | 3º                                                               | Alcir Pécora                                                                                          | Teatro do Sacramento                                                                | Editora da Unicamp                                                                   | | [ 24 ]        |
| 1996 | 1º                                                               | Jurandir Freire Costa                                                                                 | A Face e o Verso                                                                    | Escuta                                                                               | | [ 25 ]        |
| 1996 | 2º                                                               | Nachman Falbel                                                                                        | Os Espirituais Franciscanos                                                         | Fapesp                                                                               | | [ 25 ]        |
| 1996 | 3º                                                               | Octavio Ianni                                                                                         | Teorias da Globalização                                                             | Civilização Brasileira                                                               | | [ 25 ]        |
| 1996 | 3º                                                               | Isabel Maria Loureiro                                                                                 | Rosa Luxemburgo                                                                     | Fundação Editora Unesp                                                               | | [ 25 ]        |
| 1997 | Hilário Franco Junior                                            | Hilário Franco Junior                                                                                 | A Eva Barbada                                                                       | Edusp                                                                                | | [ 26 ]        |
| 1997 | Milton Santos                                                    | Milton Santos                                                                                         | A Natureza do Espaço                                                                | Editora Hucitec                                                                      | | [ 26 ]        |
| 1997 | Aziz Nacib Ab'Saber                                              | Aziz Nacib Ab'Saber                                                                                   | Amazônia: do Discurso à Práxis                                                      | Edusp                                                                                | | [ 26 ]        |
| 1998 | 1º                                                               | Mary Del Priore (org.)                                                                                | História das Mulheres no Brasil                                                     | Contexto Editora e Unesp                                                             | | [ 27 ]        |
| 1998 | 2º                                                               | Luiz Felipe de Alencastro e Laura de Mello e Souza                                                    | História da Vida Privada no Brasil Vols. I e II                                     | Companhia das Letras                                                                 | | [ 27 ]        |
| 1998 | 3º                                                               | Boris Fausto                                                                                          | Negócios e Ócios                                                                    | Companhia das Letras                                                                 | | [ 27 ]        |
| 1999 | 1º                                                               | Eduardo Bueno                                                                                         | A Viagem do Descobrimento                                                           | Objetiva                                                                             | | [ 28 ]        |
| 1999 | 2º                                                               | Hilário Franco Junior                                                                                 | Cocanha                                                                             | Companhia das Letras                                                                 | | [ 28 ]        |
| 1999 | 3º                                                               | Schwarcz, Sevcenko e Novais                                                                           | História da Vida Privada Vols. III e IV                                             | Companhia das Letras                                                                 | | [ 28 ]        |
| 2001 | Marcelo Lopes de Souza                                           | Marcelo Lopes de Souza                                                                                | O Desafio Metropolitano                                                             | Bertrand Brasil                                                                      | | [ 29 ]        |
| 2001 | Boaventura de Sousa                                              | Boaventura de Sousa                                                                                   | A Crítica da Razão Indolente                                                        | Santoscortez Editora                                                                 | | [ 29 ]        |
| 2001 | Leonardo Affonso de Miranda Pereira                              | Leonardo Affonso de Miranda Pereira                                                                   | Footballmania                                                                       | Editora Nova Fronteira                                                               | | [ 29 ]        |
| 2002 | 1º                                                               | Iris Kantor e István Jancsó (orgs.)                                                                   | Festa                                                                               | Fapesp e Imprensa Oficial do Estado S/A                                              | | [ 30 ] [ 31 ] |
| 2002 | Ana Fani Alessandri Carlos                                       | Ana Fani Alessandri Carlos                                                                            | Espaço-Tempo na Metrópole                                                           | Contexto                                                                             | | [ 30 ] [ 31 ] |
| 2002 | Maria Laura Silveira e Milton Santos                             | Maria Laura Silveira e Milton Santos                                                                  | O Brasil: Território e Sociedade no Início do Século XXI                            | Record                                                                               | | [ 30 ] [ 31 ] |
| 2003 | 1º                                                               | Alberto da Costa e Silva                                                                              | A Manilha e o Libambo                                                               | Editora Nova Fronteira                                                               | | [ 32 ] [ 33 ] |
| 2003 | Maria Arminda do Nascimento Arruda                               | Maria Arminda do Nascimento Arruda                                                                    | Metrópole e Cultura                                                                 | Edusc                                                                                | | [ 32 ] [ 33 ] |
| 2003 | Boaventura de Souza Santos (org.)                                | Boaventura de Souza Santos (org.)                                                                     | Democratizar a Democracia                                                           | Civilização Brasileira                                                               | | [ 32 ] [ 33 ] |
| 2004 | 1º                                                               | Francisco de Oliveira                                                                                 | Crítica a Razão Dualista – O Ornitorrinco                                           | Boitempo Editorial                                                                   | | [ 34 ] [ 35 ] |
| 2004 | Boris Kossoy e Maria Luiza Tucci Carneiro                        | Boris Kossoy e Maria Luiza Tucci Carneiro                                                             | A Imprensa confiscada pelo Deops 1924-1954                                          | Arquivo Público do Estado e Imprensa Oficial do Estado S/A                           | | [ 34 ] [ 35 ] |
| 2004 | Emir Sader                                                       | Emir Sader                                                                                            | Vingança da História                                                                | Boitempo Editorial                                                                   | | [ 34 ] [ 35 ] |
| 2004 | José Corrêa Leite, Maria Elisa Cevasco e Isabel Loureiro (orgs.) | José Corrêa Leite, Maria Elisa Cevasco e Isabel Loureiro (orgs.)                                      | O Espírito de Porto Alegre                                                          | Paz e Terra                                                                          | | [ 34 ] [ 35 ] |
| 2004 | Luiz Alberto Moniz Bandeira                                      | Luiz Alberto Moniz Bandeira                                                                           | Brasil, Argentina e Estados Unidos                                                  | Editora Revan                                                                        | | [ 34 ] [ 35 ] |
| 2005 | 1º                                                               | Aziz Nacib Ab'Saber                                                                                   | São Paulo – Ensaios Entreveros                                                      | EdUSP / Imprensa Oficial                                                             | | [ 36 ]        |
| 2005 | 2º                                                               | Ricardo Resende Figueira                                                                              | Pisando Fora da Própria Sombra                                                      | Civilização Brasileira                                                               | | [ 36 ]        |
| 2005 | 3º                                                               | Ricardo Fany (org.)                                                                                   | Terras Indígenas & Unidades de Conservação da Natureza                              | Isa Ano10                                                                            | | [ 36 ]        |
| 2005 | Octavio Ianni (in memorian)                                      | Octavio Ianni (in memorian)                                                                           | Capitalismo, Violência e Terrorismo                                                 | Civilização Brasileira                                                               | | [ 36 ]        |
| 2006 | 1º                                                               | Domingos Meirelles                                                                                    | 1930: Os Órfãos da Revolução                                                        | Record                                                                               | | [ 37 ]        |
| 2006 | 2º                                                               | Márcia Mota (org.)                                                                                    | Dicionário da Terra                                                                 | Record                                                                               | | [ 37 ]        |
| 2006 | 3º                                                               | Maria Lúcia Garcia Pallares-Burke                                                                     | Gilberto Freyre – Um Vitoriano dos Trópicos                                         | Editora Unesp                                                                        | | [ 37 ]        |
| 2007 | 1º                                                               | Ivana Jinkings e Emir Sader                                                                           | Latinoamericana: Enciclopédia Contemporânea da América Latina e do Caribe           | Boitempo Editorial                                                                   | | [ 38 ]        |
| 2007 | 2º                                                               | Sérgio Ferro                                                                                          | Arquitetura e Trabalho Livre                                                        | Cosac Naify                                                                          | | [ 38 ]        |
| 2007 | 3º                                                               | Laura de Mello e Souza                                                                                | O Sol e a Sombra                                                                    | Companhia das Letras                                                                 | | [ 38 ]        |
| 2008 | 1º                                                               | Schuma Schumaher e Érico Vital Brazil                                                                 | Mulheres Negras do Brasil                                                           | Senac Nacional, Senac Rio, Senac SP, Redeh                                           | | [ 39 ]        |
| 2008 | 2º                                                               | Célia Sakurai                                                                                         | Os Japoneses                                                                        | Editora Contexto                                                                     | | [ 39 ]        |
| 2008 | 3º                                                               | Maria Efigênia Lage de Resende e Luiz Carlos Villalta                                                 | História de Minas Gerais – As Minas Setecentistas – Vol. I E Vol. II                | Companhia do Tempo e Autêntica Editora                                               | | [ 39 ]        |
| 2009 | 1º                                                               | Adriana Lopes e Carlos Guilherme Mota                                                                 | História do Brasil – Uma interpretação                                              | Senac SP                                                                             | | [ 40 ]        |
| 2009 | 2º                                                               | José Miguel Wisnik                                                                                    | Veneno Remédio – O Futebol e o Brasil                                               | Companhia das Letras                                                                 | | [ 40 ]        |
| 2009 | 3º                                                               | José de Souza Martins                                                                                 | Aparição do Demônio na Fábrica                                                      | Editora 34                                                                           | | [ 40 ]        |
| 2010 | 1º                                                               | Lucio Kowarick                                                                                        | Viver em Risco                                                                      | Editora 34                                                                           | | [ 41 ]        |
| 2010 | 2º                                                               | Haike R. Kleber da Silva (org.)                                                                       | A Luta pela Anistia                                                                 | Imprensa Oficial do Estado de São Paulo                                              | | [ 41 ]        |
| 2010 | 3º                                                               | André Botelho e Lilia Moritz Schwarcz                                                                 | Um enigma chamado Brasil                                                            | Companhia das Letras                                                                 | | [ 41 ]        |
| 2011 | 1º                                                               | Aloisio Cabalzar (org.)                                                                               | Manejo do Mundo: Conhecimentos e Práticas dos Povos Indígenas do Rio Negro          | Instituto Socioambiental e Foirn (Federação das Organizações Indígenas do Rio Negro) | | [ 42 ]        |
| 2011 | 2º                                                               | Federico Croci e Maria Luiza Tucci Carneiro                                                           | Tempos de Fascismo – Ideologia, Intolerância, Imaginário                            | Arquivo Público do Estado e Imprensa Oficial do Estado de São Paulo                  | | [ 42 ]        |
| 2011 | 3º                                                               | Ricardo Pandolfi, João Gualberto M. Vasconcellos e Roberto Da Matta                                   | Fé em Deus e Pé na Tábua                                                            | Rocco                                                                                | | [ 42 ]        |
| 2012 | 1º                                                               | Tâmis Parron                                                                                          | A política da escravidão no Império do Brasil: 1826-1865                            | Civilização Brasileira                                                               | | [ 43 ]        |
| 2012 | 2º                                                               | João Kennedy Eugênio                                                                                  | Ritmo espontâneo: organicismo em raízes do Brasil de Sergio Buarque de Holanda      | Editora da Universidade Federal do Piauí                                             | | [ 43 ]        |
| 2012 | 3º                                                               | Pedro de Niemeyer Cesarino                                                                            | Oniska: poética do xamanismo na Amazônia                                            | Perspectiva                                                                          | | [ 43 ]        |
| 2013 | 1º                                                               | Adauto Novaes                                                                                         | Mutações: elogio à preguiça                                                         | SESC SP                                                                              | | [ 44 ]        |
| 2013 | 2º                                                               | Renato Sztutman                                                                                       | O Profeta e o Principal: A Ação Política Ameríndia e seus Personagens               | Editora da Universidade de São Paulo                                                 | | [ 44 ]        |
| 2013 | 3º                                                               | Rosalie Helena de Souza Pereira                                                                       | Averróis: A Arte de Governar – Uma leitura aristotelizante da República             | Perspectiva                                                                          | | [ 44 ]        |
| 2014 | 1º                                                               | Júnia Ferreira Furtado                                                                                | O Mapa que Inventou o Brasil                                                        | Versal Editores                                                                      | | [ 45 ]        |
| 2014 | 2º                                                               | Francisco Eduardo Alves de Almeida, Francisco Carlos Teixeira da Silva e Karl Schurster de Sousa Leão | Atlântico: A História de um Oceano                                                  | Civilização Brasileira                                                               | | [ 45 ]        |
| 2014 | 3º                                                               | Frank Usarski e João Décio Passos                                                                     | Compêndio de Ciência da Religião                                                    | Paulinas                                                                             | | [ 45 ]        |
| 2015 | 1º                                                               | João Fragoso e Maria de Fátima Gouvêa                                                                 | O Brasil Colonial                                                                   | Civilização Brasileira                                                               | | [ 46 ]        |
| 2015 | 2º                                                               | Pedro de Niemeyer Cesarino e Manuela Carneiro da Cunha                                                | Políticas Culturais e Povos Indígenas                                               | Editora Unesp – Selo Cultura Acadêmica                                               | | [ 46 ]        |
| 2015 | 3º                                                               | Nancy Cardia e Roberta Astolfi                                                                        | Tortura na Era dos Direitos Humanos                                                 | Edusp                                                                                | | [ 46 ]        |
| 2016 | 1º                                                               | Angela Alonso                                                                                         | Flores, Votos e Balas                                                               | Companhia das Letras                                                                 | | [ 47 ]        |
| 2016 | 2º                                                               | Adauto Novaes (org.)                                                                                  | Mutações: Fontes Passionais da Violência                                            | Edições Sesc São Paulo                                                               | | [ 47 ]        |
| 2016 | 3º                                                               | Antonio Guerreiro                                                                                     | Ancestrais e suas Sombras: Uma Etnografia da Chefia Kalapalo e seu Ritual Mortuário | Editora Unicamp                                                                      | | [ 47 ]        |
| 2017 | 1º                                                               | Marilena Chaui                                                                                        | A Nervura do Real II                                                                | Companhia das Letras                                                                 | - A desordem mundial (Luiz Alberto Moniz Bandeira / Civilização Brasileira) - A Grande Estratégia do Brasil - Discursos, Artigos e Entrevistas da Gestão no Ministério da Defesa (2011-2014) (Celso Amorim / Unesp) - A palavra no espelho - os reflexos da imagem no barroco mineiro (Cristina Ávila / ICAM - Instituto Cultural Amilcar Martins) - Ciclos anuais no Rio Tiquié - pesquisas colaborativas e manejo ambiental no noroeste Amazônico (Aloisio Cabalzar / Instituto Socioambiental) - Novas faces da vida nas ruas (Taniele Rui, Mariana Martinez e Gabriel Feltran, orgs. / EDUFSCAR) - Peter Hansen Hajstrup - Viagem ao Brasil (1644-1654) (Benjamin Nicolaas Teensma, Bruno Romero Ferreira Miranda e Lucia Furquim Werneck Sodré, orgs. / Cepe Editora) - Rei do Congo (José Ramos Tinhorão / Editora 34) - Trópicos Utópicos (Eduardo Giannetti / Companhia das Letras) | [ 48 ] [ 49 ] |
| 2017 | 2º                                                               | Jessé Souza                                                                                           | A radiografia do golpe: entenda como e por que você foi enganado                    | LeYa                                                                                 | - A desordem mundial (Luiz Alberto Moniz Bandeira / Civilização Brasileira) - A Grande Estratégia do Brasil - Discursos, Artigos e Entrevistas da Gestão no Ministério da Defesa (2011-2014) (Celso Amorim / Unesp) - A palavra no espelho - os reflexos da imagem no barroco mineiro (Cristina Ávila / ICAM - Instituto Cultural Amilcar Martins) - Ciclos anuais no Rio Tiquié - pesquisas colaborativas e manejo ambiental no noroeste Amazônico (Aloisio Cabalzar / Instituto Socioambiental) - Novas faces da vida nas ruas (Taniele Rui, Mariana Martinez e Gabriel Feltran, orgs. / EDUFSCAR) - Peter Hansen Hajstrup - Viagem ao Brasil (1644-1654) (Benjamin Nicolaas Teensma, Bruno Romero Ferreira Miranda e Lucia Furquim Werneck Sodré, orgs. / Cepe Editora) - Rei do Congo (José Ramos Tinhorão / Editora 34) - Trópicos Utópicos (Eduardo Giannetti / Companhia das Letras) | [ 48 ] [ 49 ] |
| 2017 | 3º                                                               | Hélgio Trindade                                                                                       | A Tentação Fascista no Brasil: Imaginário de Dirigentes e Militantes Integralistas  | Editora da UFRGS                                                                     | - A desordem mundial (Luiz Alberto Moniz Bandeira / Civilização Brasileira) - A Grande Estratégia do Brasil - Discursos, Artigos e Entrevistas da Gestão no Ministério da Defesa (2011-2014) (Celso Amorim / Unesp) - A palavra no espelho - os reflexos da imagem no barroco mineiro (Cristina Ávila / ICAM - Instituto Cultural Amilcar Martins) - Ciclos anuais no Rio Tiquié - pesquisas colaborativas e manejo ambiental no noroeste Amazônico (Aloisio Cabalzar / Instituto Socioambiental) - Novas faces da vida nas ruas (Taniele Rui, Mariana Martinez e Gabriel Feltran, orgs. / EDUFSCAR) - Peter Hansen Hajstrup - Viagem ao Brasil (1644-1654) (Benjamin Nicolaas Teensma, Bruno Romero Ferreira Miranda e Lucia Furquim Werneck Sodré, orgs. / Cepe Editora) - Rei do Congo (José Ramos Tinhorão / Editora 34) - Trópicos Utópicos (Eduardo Giannetti / Companhia das Letras) | [ 48 ] [ 49 ] |